# Zhou Chunxiu
Zhou Chunxiu, född den 15 november 1978 i Henan, är en kinesisk friidrottare som tävlar i maraton.
Zhou deltog vid Olympiska sommarspelen 2004 i Aten där hon slutade på 33:e plats. Hennes första världsmästerskap var VM 2005 i Helsingfors där hon blev femma. Bättre gick det vid VM 2007 i Osaka där hon blev silvermedaljör. Samma år blev hon även vinnare av London Marathon. Vid Olympiska sommarspelen 2008 på hemmaplan i Peking slutade hon på tredje plats, en sekund ifrån silveret.